# Helcionelloida
Helcionelloida är en utdöd klass blötdjur som återfanns över hela jordklotet. Klassen tillhörde understammen musslor.
Fossilens stratigrafiska utbredning sträcker sig från äldre till mellersta kambrium. Till sin uppbyggnad liknar de mycket de flesta andra musslor.